# Даніель Коллерер
Даніель Коллерер (нім. Daniel Köllerer; нар. 17 серпня 1983) — колишній австрійський тенісист.
Найвищу одиночну позицію світового рейтингу — 55 місце досяг 19 жовтня 2009, парну — 87 місце — 9 березня 2009 року.
Найвищим досягненням на турнірах Великого шолома було 3 коло в одиночному розряді.
Завершив кар'єру 2011 року.

## Фінали

### Титули в одиночному розряді (9)
| Легенда (одиночний розряд) |
| Великий шлем (0)           |
| Tennis Masters Cup (0)     |
| Серія Мастерс ATP (0)      |
| Тур ATP (0)                |
| Челлендери (5)             |
| Ф'ючерси (4)               |

| Ранг | Дата           | Турнір                  | Покриття | Суперник у фіналі   | Рахунок       |
| 1.   | 28 жовтня 2002 | Монтего-Бей, Ямайка F18 | Тверде   | Дарко Маджаровський | 6–1, 6–3      |
| 2.   | 7 липня 2003   | Тельфс, Австрія F1      | Ґрунт    | Філіпп Мюллнер      | 6–1, 6–3      |
| 3.   | 4 серпня 2003  | Самарканд               | Ґрунт    | Андрій Столяров     | 6–2, 6–3      |
| 4.   | 29 серпня 2004 | Київ                    | Ґрунт    | Лукаш Длоуги        | 6–0, 3–6, 7–5 |
| 5.   | 26 червня 2006 | Іран F1                 | Ґрунт    | Віктор Брутанс      | 6–2, 6–4      |
| 6.   | 26 лютого 2007 | Італія F3               | Ґрунт    | Мануель Джоркуера   | 6–1, 6–1      |
| 7.   | 2 червня 2008  | Фюрт                    | Ґрунт    | Сантьяго Хіральдо   | 6–1, 6–3      |
| 8.   | 27 жовтня 2008 | Калі (місто)            | Ґрунт    | Пауль Капдевіль     | 6–4, 6–3      |
| 9.   | 20 квітня 2009 | Рим                     | Ґрунт    | Андреас Вінчігерра  | 6–3, 6–3      |

### Фінали в одиночному розряді (9)
| Легенда (одиночний розряд) |
| Великий шлем (0)           |
| Tennis Masters Cup (0)     |
| Серія Мастерс ATP (0)      |
| Тур ATP (0)                |
| Челлендери (6)             |
| Ф'ючерси (3)               |

| Ранг | Дата           | Турнір               | Покриття | Суперник у фіналі     | Рахунок       |
| 1.   | 5 травня 2003  | Вальденго, Італія F6 | Ґрунт    | Алешандре Сімоні      | 6–1, 6–1      |
| 2.   | 14 липня 2003  | Крамзах, Австрія F2  | Ґрунт    | Марко Нойтейбль       | 3–6, 6–4, 6–4 |
| 3.   | 12 квітня 2004 | Ольбія               | Ґрунт    | Стефано Пескосолідо   | 6–1, 6–2      |
| 4.   | 9 серпня 2004  | Корденонс            | Ґрунт    | Даніель Хімено-Травер | 4–6, 6–4, 6–3 |
| 5.   | 17 жовтня 2005 | Богота               | Ґрунт    | Маркуш Даніел         | 6–2, 6–3      |
| 6.   | 3 липня 2006   | Іран F2              | Ґрунт    | Алекс Сачко           | 5–2, RET      |
| 7.   | 16 жовтня 2006 | Богота               | Ґрунт    | Дієго Гартфілд        | 6–3, 7–5      |
| 8.   | 16 липня 2007  | Ріміні               | Ґрунт    | Олівер Марах          | 6–4, 0–2, RET |
| 9.   | 25 серпня 2008 | Комо                 | Ґрунт    | Дієго Хункейра        | 2–0, RET      |